# Liceo Antonio Varas
El Liceo Antonio Varas de Cauquenes es un establecimiento educacional, fundado el 22 de agosto de 1837, lo que lo convierte en uno de los más antiguos de Chile. Desde su creación, ha sido un pilar fundamental en la formación académica de generaciones de estudiantes en la Región del Maule.
Actualmente, el liceo imparte educación en las siguientes modalidades de Educación General Pre-básica (Pre-Kinder y Kinder), educación general básica N.B.6 (1° a 8° básico), educación media científico-humanista de 1° a 4° medio y Educación para Jóvenes y Adultos (EPJA)
Su administración está a cargo de la Ilustre Municipalidad de Cauquenes, tiene una cifra cercana de 1.150 estudiantes y 96 docentes.  
La denominación actual del Liceo es en honor al cauquenino Antonio Varas de la Barra, importante político chileno del siglo XIX, y que además fue hermano del primer rector, José Vicente Varas de la Barra.

## Historia

### Fundación
En mayo de 1837 se iniciaron formalmente las gestiones para dotar a Cauquenes de un establecimiento educacional, cuando el Intendente de Maule, José Miguel Arce, a nombre del Cabildo local, se dirige al Presidente Joaquín Prieto. Según la petición municipal, el nuevo colegio debería crearse en el Convento de los Padres Franciscanos de la ciudad, ya que se consideraba que tenían las instalaciones necesarias para la enseñanza.   
El 22 de agosto de 1837, y luego de conocer un informe favorable del Reverendo Provincial de la Orden, el presidente Prieto dicta el decreto por el cual se funda el Colegio Literario Provincial.

"MUNICIPALIDAD DE CAUQUENES.- Solicita que el Convento de San Francisco de este departamento, se convierta en un Colegio de Estudios de la Provincia, regentado por los mismos religiosos franciscanos, sirviéndoles de recompensa de sus servicios, los réditos de la cantidad de CINCO MIL PESOS ($5,000) de limosnas que tocó dicho departamento."

"VISTA la anterior solicitud de la Municipalidad de Cauquenes, con lo expuesto por el Devoto Padre Provincial de San Francisco, de la ciudad de Cauquenes, he acordado y decreto:
I. Se establecerá en el Convento de San Francisco, de la ciudad de Cauquenes, un Colegio para la instrucción de sus habitantes.
II. Se enseñarán, por ahora, en dicho Colegio, GRAMATICA CASTELLANA Y LATINA, GEOGRAFIA, LOGICA, METAFISICA, ETICA Y FISICA.
III. Se aplicarán para fondos de este Establecimiento, los cinco mil pesos que cupieron al Departamento de Cauquenes en la subscripción para reparar los daños del terremoto de 1835, los cuales se invertirán en la compra de obligaciones de la deuda interior reconocida, consultándose así su aumento, mayor producto y perpetua seguridad, y
IV. El Gobierno comunicará a aquella Municipalidad el Plan de Estudios y las demás disposiciones para que, cuanto antes, tenga efecto lo determinado en este decreto.

Anótese y devuélvase - PRIETO.- ". 
Mariano Egaña

### SigloXIX
A pesar de ya haber sido fundado, el Liceo no pudo iniciar sus actividades hasta solucionar una interpretación errónea del decreto fundacional: no se tenía claridad si los profesores debían ser necesariamente religiosos franciscanos, siendo estos tan pocos que apenas bastaban para cumplir los trabajos propios del convento. Luego de que el Intendente Arce solicitara una aclaración al Gobierno, se obtuvo la siguiente respuesta:

"Santiago, 8 de enero de 1839.- No disponiendo los decretos de 22 de agosto y 4 de diciembre de 1837, que sean precisamente religiosos de la orden franciscana los que hayan de encargarse de los ramos de enseñanza que previene el artículo 2.° de los mencionados decretos, no hay inconveniente alguno para que sus respectivas clases se abran bajo la dirección de cualesquiera personas idóneas que, al efecto, pueda obtenerse."
Cerda, Mardónez, Juan, Raúl (1937). Liceo de Hombres de Cauquenes 1837-1937. Santiago de Chile: Editorial Nascimiento. Consultado el 01-09-2023.  

Esta aclaración permitió a la Municipalidad contratar al personal necesario para que el Colegio Literario comenzara a funcionar en un local anexo al Convento Franciscano. De esta forma, el Liceo inauguró sus labores el 1° de mayo de 1839, siendo su primer rector don José Vicente Varas (1839-1840).

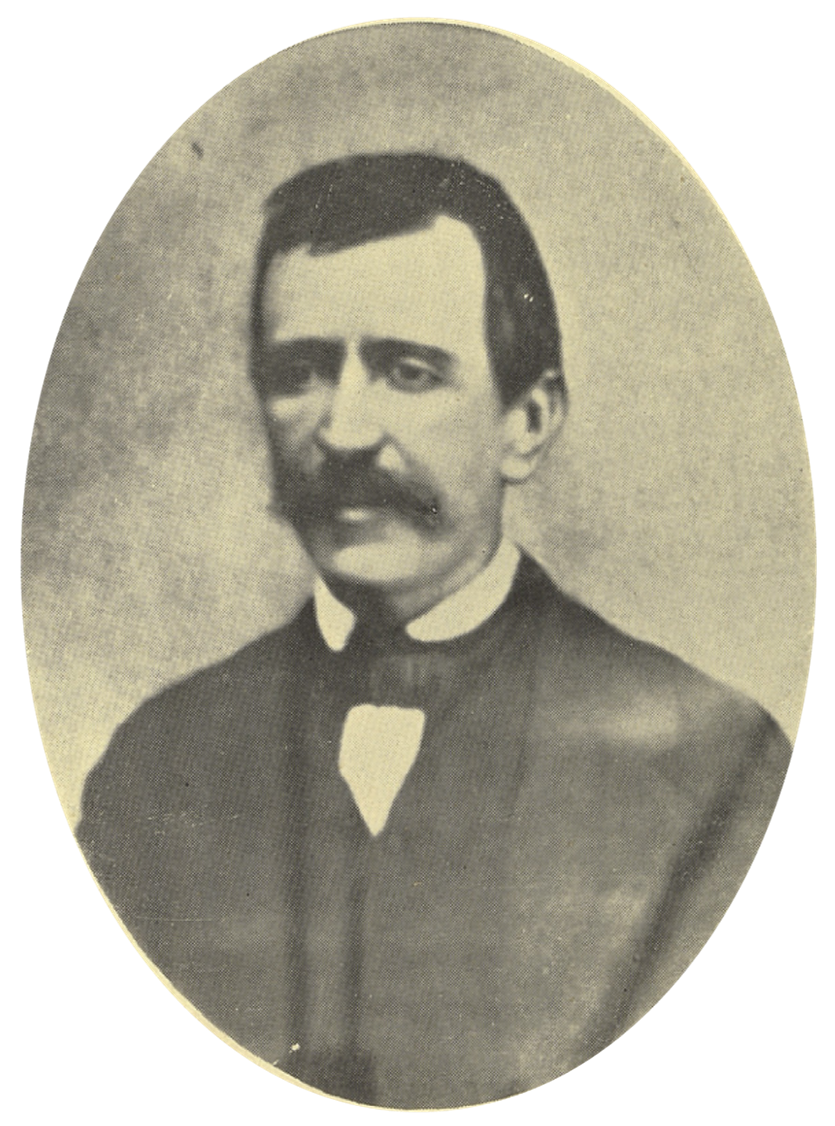
Primer rector, don José Vicente Varas de la Barra.

Bajo el rectorado de don José Manuel Moya (1844-1850), en 1848 el Liceo contó con su primer edificio propio, en la esquina de las calles Yungay y Colegio (ahora llamada Avenida Claudina Urrutia), en la cuadra que se ubica al norponiente del lugar actual. 
En noviembre de 1854, cuando era rector don José Eugenio Valenzuela (1853-1856), el Colegio Literario pasó a denominarse como Liceo de Hombres, nombre que mantuvo oficialmente hasta 1978. 
En 1893, cuando era rector don José Mercedes Oñat (1891-1895), las instalaciones del Liceo se comenzaron a demoler para construir un nuevo edificio en el mismo lugar. Mientras duraron las obras, las funciones se trasladaron al edificio de la Escuela Modelo, ubicada en la esquina de la Avenida Doctor Meza con calle Arturo Prat (donde estaba la Escuela Superior de Hombres n.º 1). El Liceo permaneció allí hasta 1913.

### SigloXX
Los trabajos de construcción del nuevo edificio se iniciaron en 1905, gracias a las gestiones del rector Aníbal Vivero (1902-1928), y fueron terminados en 1913, luego de varias dificultades económicas. Este hito permitió contar con un moderno establecimiento para la época, elevar la calidad de enseñanza y convertirse en un orgullo para la ciudad.

Pero no fue mucho tiempo el que se pudo usar el nuevo Liceo, ya que el 24 de enero de 1939 ocurrió un terremoto que destruyó el edificio, junto a gran parte de la ciudad.

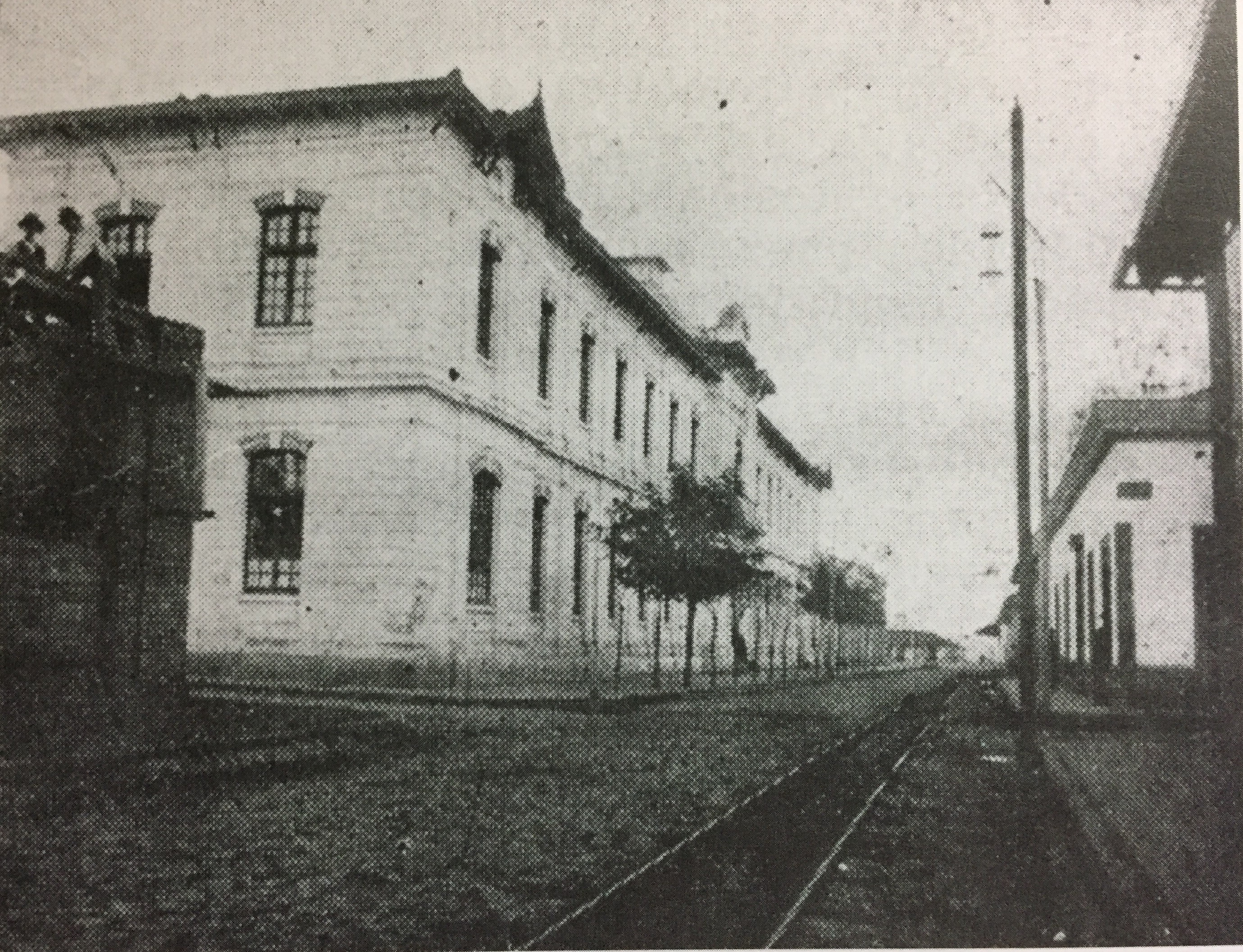
Edificio del Liceo c.1920.
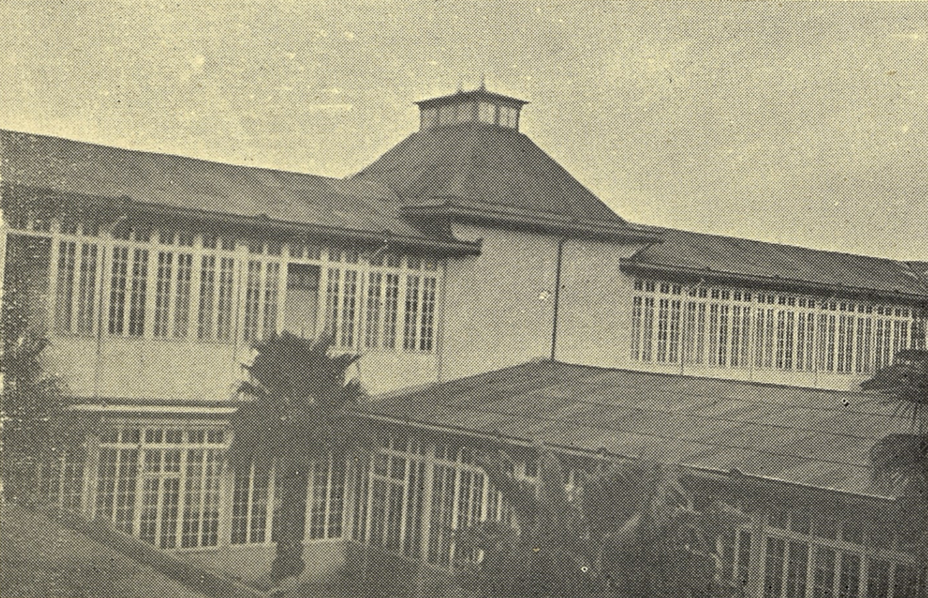
Vista interior del edificio c.1937.
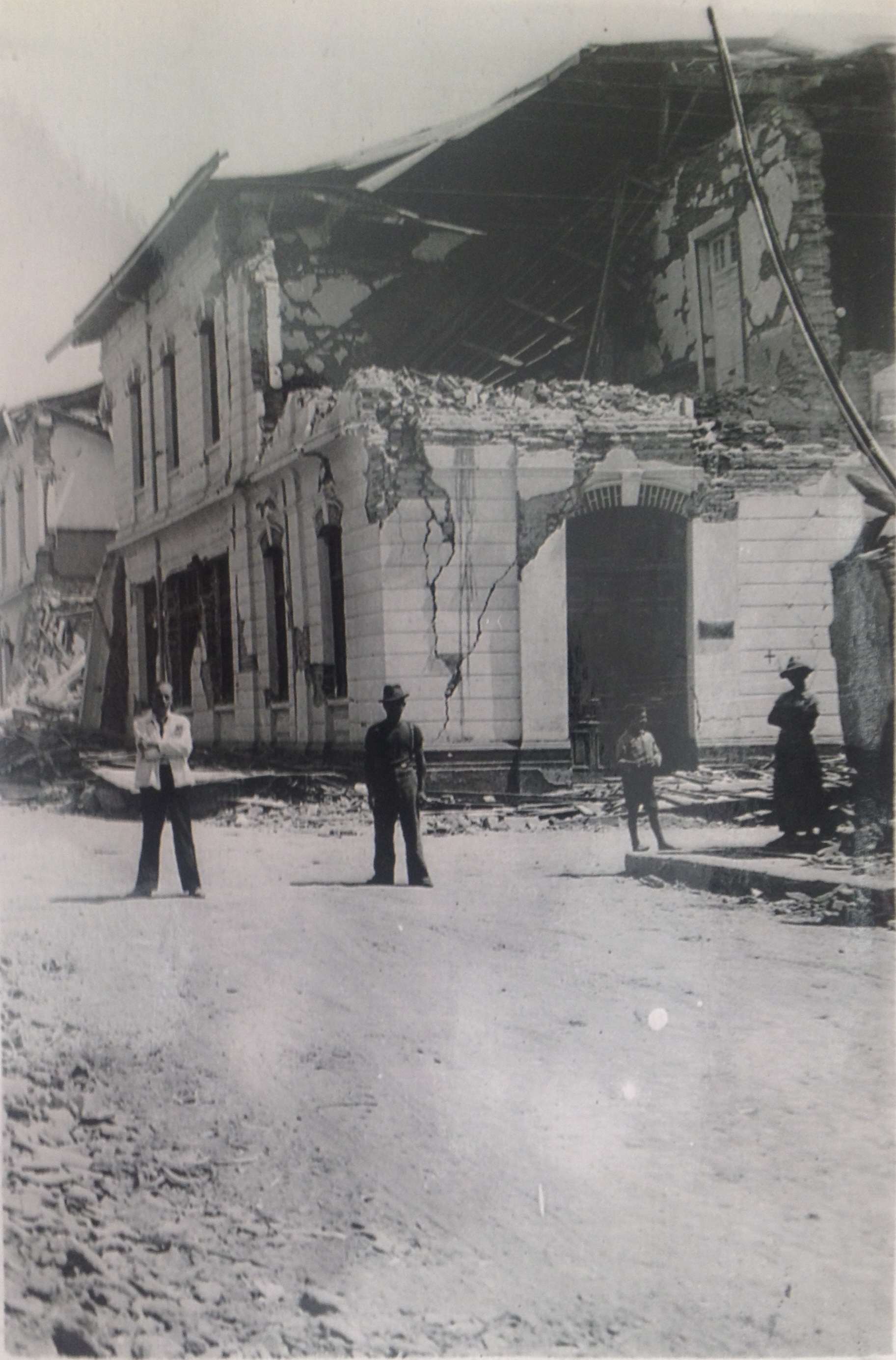
Edificio del Liceo tras el terremoto de 1939.

La difícil labor de reconstruir el Liceo recayó en el rector José Gregorio Cid Flores (1928-1950). Mientras, las labores vuelven a trasladarse de lugar; esta vez hasta un pabellón habilitado donde antiguamente estaban los talleres de mueblería del Liceo Politécnico de la ciudad, en calle Balmaceda. El edificio actual del Liceo se terminó de construir en 1946.
El 22 de septiembre de 1978, por Decreto Supremo N°1058, el Liceo de Hombres pasó a llamarse Liceo B-32, y el 15 de diciembre de 1981 se traspasa administrativamente a la Ilustre Municipalidad de Cauquenes, por Decreto Supremo N°10.007.
El 23 de junio de 1993, por Decreto N°311 Exento, el establecimiento pasa a llamarse Liceo Antonio Varas, obteniendo así su nombre actual.

Insignia de la época

### SigloXXI
En el año 2010, Cauquenes vuelve a ser afectado por un terremoto de gran intensidad, y el Liceo queda con graves problemas estructurales, lo que provoca que el año escolar no se pueda iniciar. Gracias a la campaña solidaria Chile Ayuda a Chile se lograron recaudar fondos para la construcción de escuelas de emergencia en la zona afectada, entre los que estaba el Liceo. Las nuevas salas modulares se instalaron en el terreno del antiguo regimiento Andalién y se inauguraron el 31 de agosto de 2010. Mientras se construían, se utilizaron las dependencias del Colegio Anibal Pinto.
El edificio del Liceo fue restaurado y reinaugurado el 31 de marzo de 2015.
|                                          |
| "Lavito" mascota del Liceo Antonio Varas |

## Himno
El himno del Liceo fue creado por Jacinto Larraguibel y Juan Meza Becerra.

Juventud, juventud, de esperanza,

Chile cifra en nosotros su honor
Y juramos con toda confianza
Dar a Chile un glorioso esplendor. Con el libro estudio y constancia
En las aulas de un templo escolar,
Así vamos forjando con ansias,
En la mente el más noble ideal. En el alma un raudal luminoso,
En el pecho pujanza viril
Y en la sangre el legado glorioso
De una raza valiente y gentil. Juventud, juventud, de esperanza,
Chile cifra en nosotros su honor
Y juramos con toda confianza
Dar a Chile un glorioso esplendor. De las aulas iremos un día
A los campos, tribuna o taller
Y sabremos cumplir con hombría
Por más duro que sea el deber. Y entonando este himno liceano
Adelante falange escolar
Que a sus ecos alegres y ufanos
Paso libre tendremos que hallar. Juventud, juventud, de esperanza,
Chile cifra en nosotros su honor
Y juramos con toda confianza

Dar a Chile un glorioso esplendor.
Jacinto Larraguibel y Juan Meza Becerra

## Exalumnos destacados
- Sótero del Río Gundián,[5] médico y político.
- Mariano Latorre Court,[5] poeta y profesor.
- Manuel Trucco Franzani,[5] ingeniero civil y político.
- Humberto Trucco Franzani,[5] abogado y presidente de la Corte Suprema.

## Galería

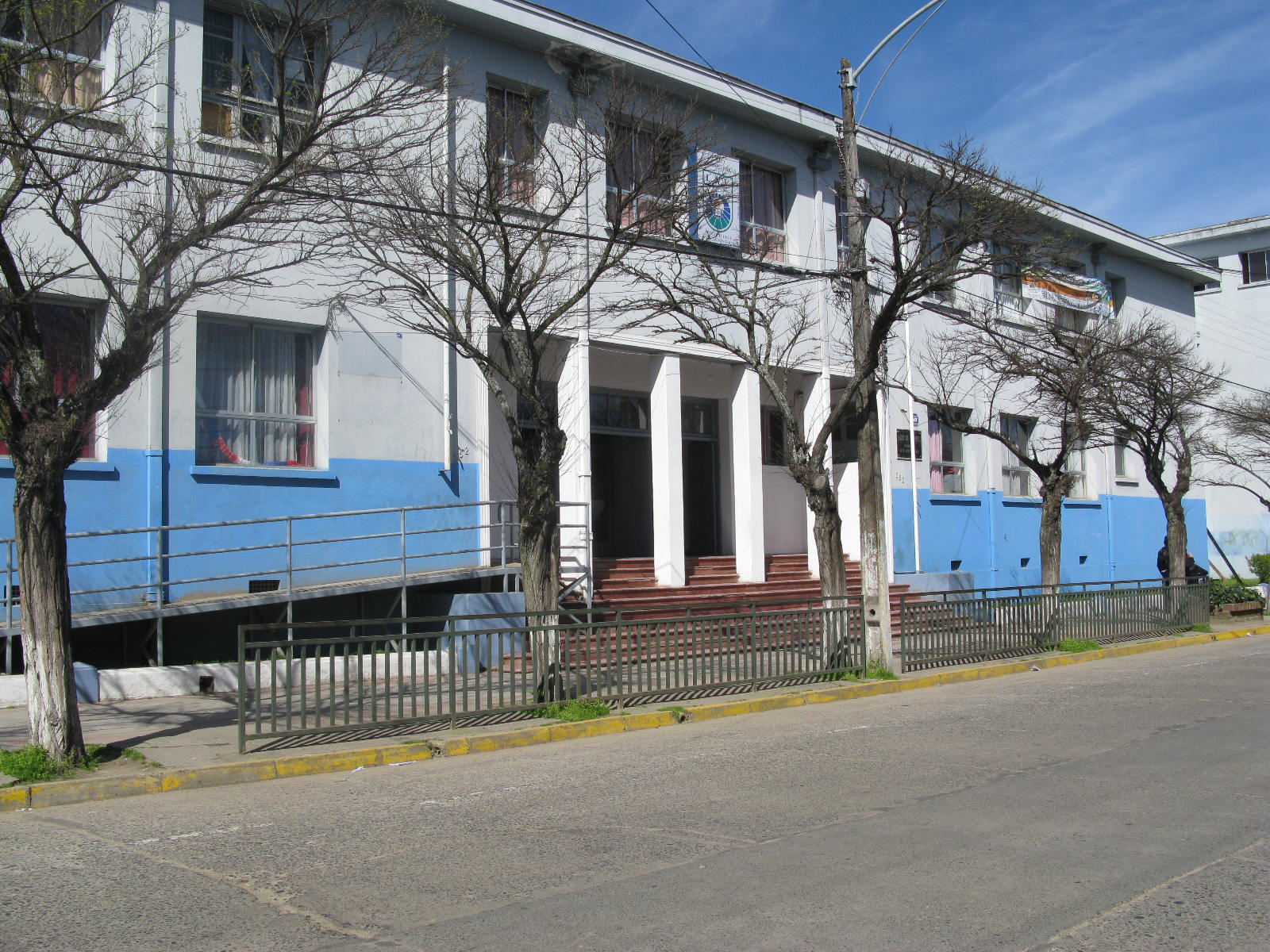
Frontis del Liceo, año 2009.
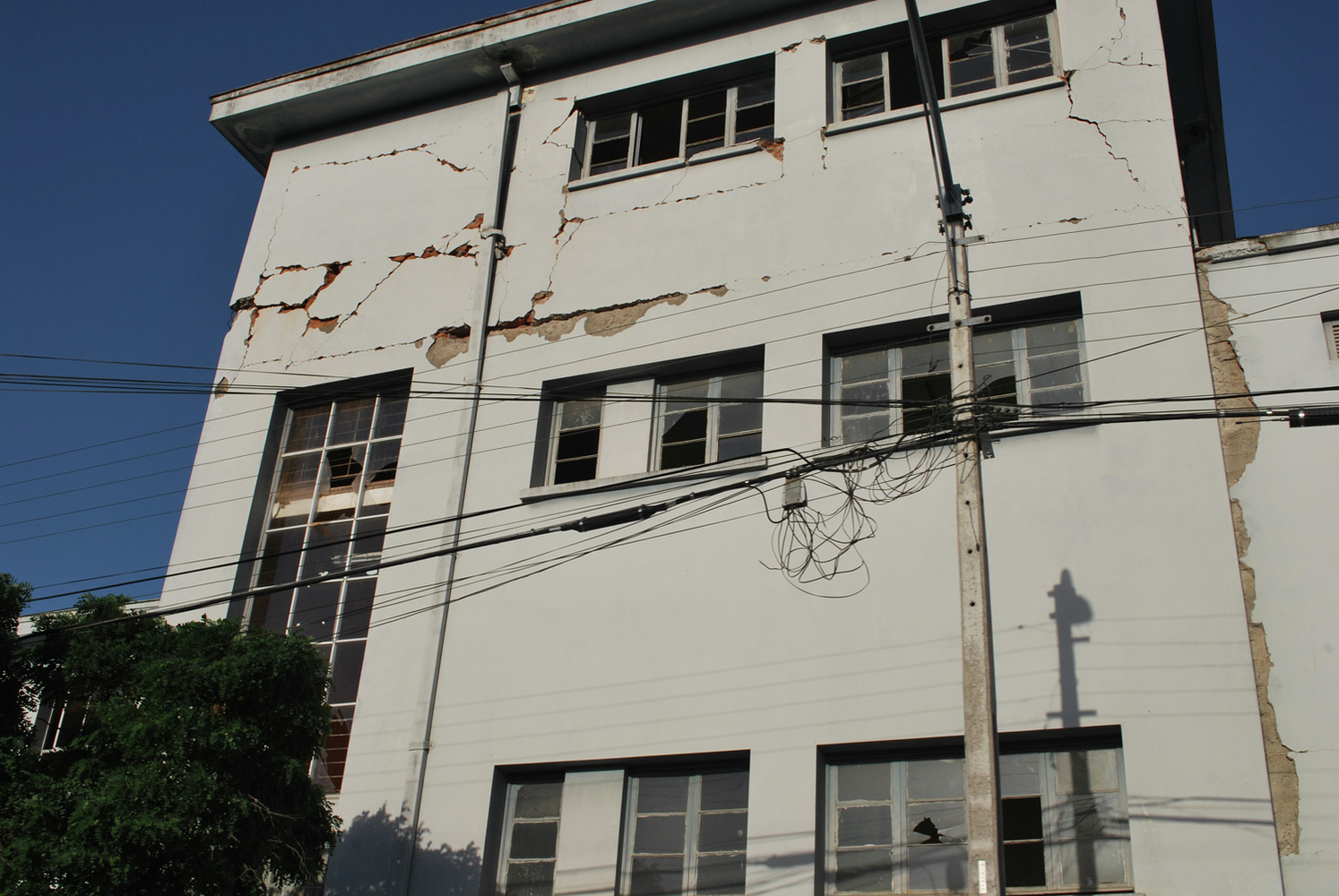
Frontis luego del terremoto de 2010.
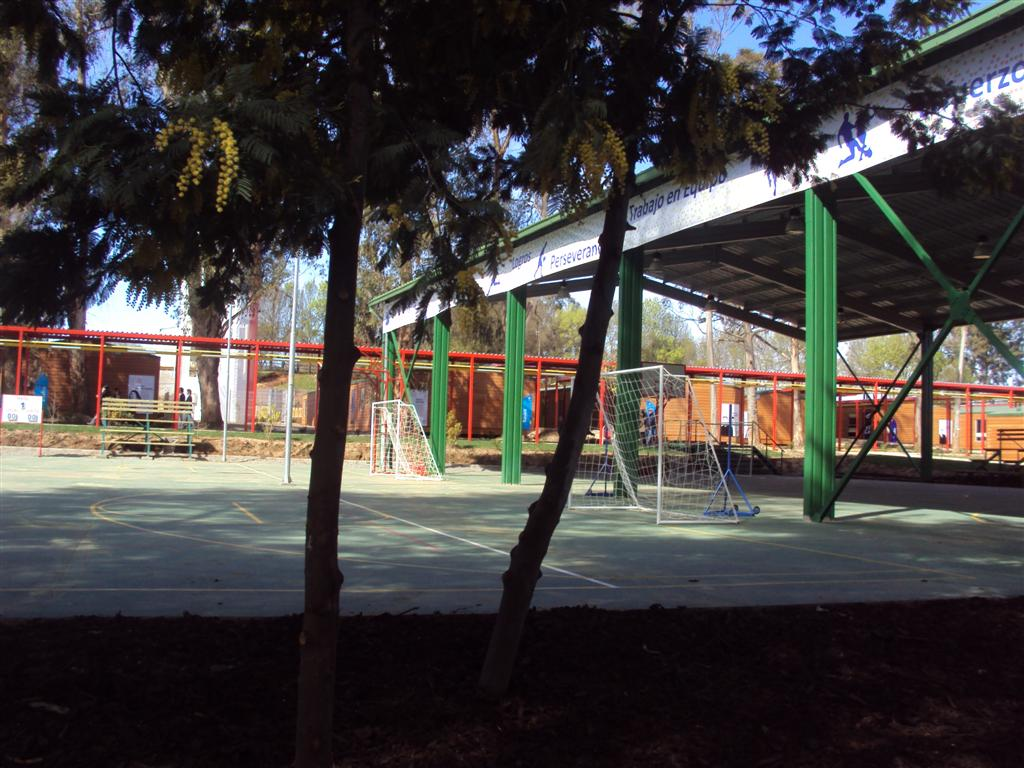
Patio del liceo en el ex-regimiento Andalién.
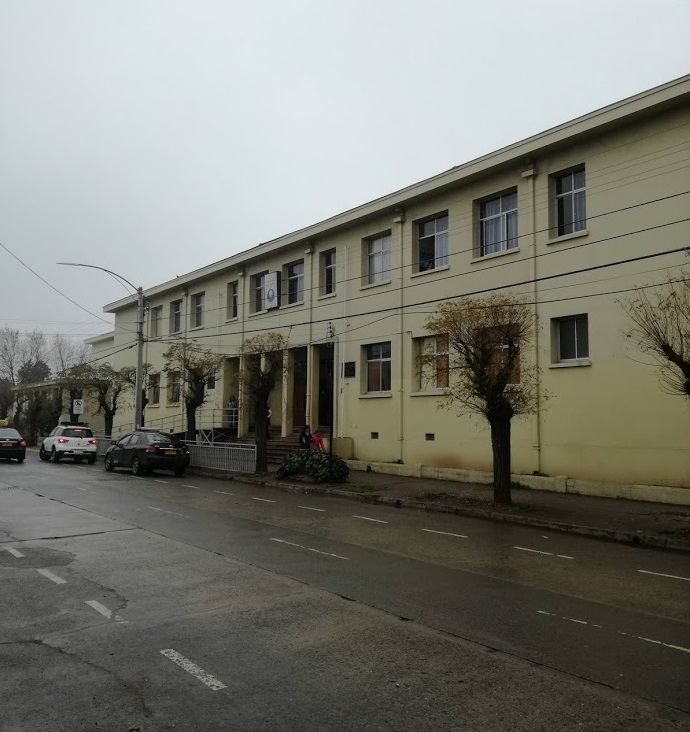
Liceo luego de la restauración, año 2018
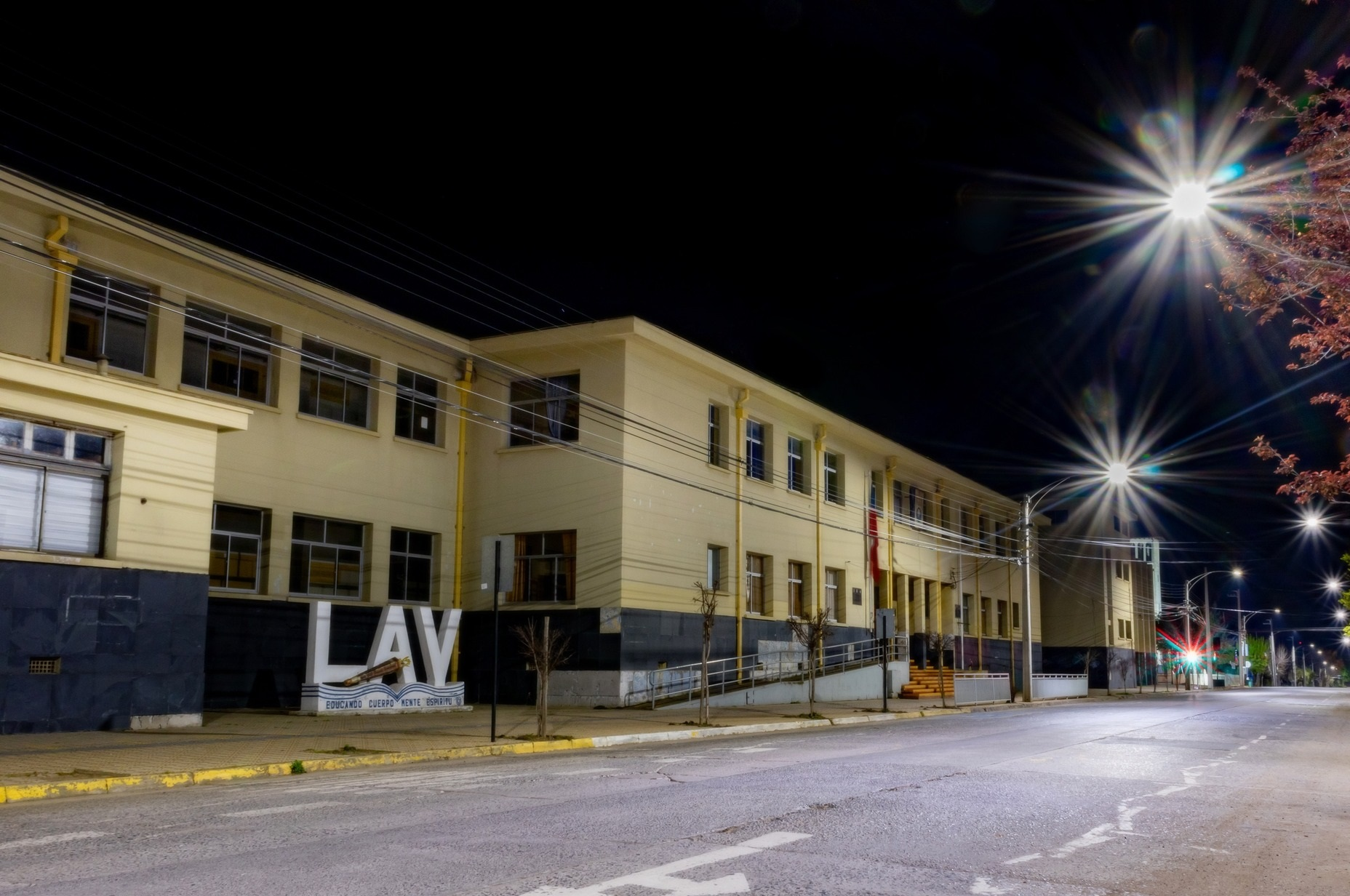
Vista nocturna del frontis, año 2023